# Saint-Agnan-de-Cernières
Saint-Agnan-de-Cernières es una localidad y comuna francesa situada en la región de Alta Normandía, departamento de Eure, en el distrito de Bernay y cantón de Broglie.

## Demografía
| 175 | 136 | 131 | 140 | 124 | 122 |
| Para los censos de 1962 a 1999 la población legal corresponde a la población sin duplicidades (Fuente: INSEE [Consultar]) |     |     |     |     |     |